# António Maria da Silva Barreto
António Maria da Silva Barreto (Alcochete, Alcochete, 14 de Abril de 1865 - 18 de Junho de 1943) foi um professor e político português.

## Biografia
Mais novo de quatro filhos e filhas de Joaquim Maria da Silva Barreto, nascido em Aldegalega, 9 de Julho de 1834 e aí a 7 de Setembro do mesmo ano, 9.º neto de Gil Vicente e de sua segunda mulher Milícia Rodrigues e 12.° neto dum parente da geração do pai de Gustavo I da Suécia da Casa de Vasa, que foi professor primário no Samouco, onde tinha a alcunha de Vidraças, casado em Aldegalega com Maria Luísa dos Santos, natural de Aldegalega.
Deixou como legado ao seu Concelho, a escola primária António da Silva Barreto, também conhecida por Escola do Moisém no bairro do Moisém em Alcochete
Foi aluno da Casa Pia de Lisboa, professor liceal, professor da Escola Normal de Leiria, Chefe de Repartição do Ministério da Instrução Pública e Senador da Primeira República Portuguesa.
Casou com Camila Cardoso, sem geração. Foi tio de Álvaro Salvação Barreto e tio-bisavô de Augusto Martins Ferreira do Amaral, Joaquim Martins Ferreira do Amaral e João Martins Ferreira do Amaral.